# Висячий камень (Уфа)
Висячий Камень — скальный выступ, наивысшая точка горы Висячий Камень Уфимского карстового косогора в Уфе. Расположена на склоне берега реки Белой, возле устья безымянного ручья, протекающего в глубоком овраге. Рядом находится участок Куйбышевской железной дороги Воронки — Городской Дворец Культуры.
Городская достопримечательность и памятник природы, откуда открывается панорамный вид на реку Белую и её левобережную пойму. Пройти к выступу возможно через лес от бульвара Славы.
Является опасным местом из-за обнажающихся и разрушающихся водной эрозией пород известняка.

## История
В древности в районе Висячего Камня располагалось городище Ананьевской культуры.
В 1846—1851 годах на возвышенности Уфимского карстового косогора Оренбургским гражданским губернатором Н. В. Балкашиным построен загородный летний дом, где позднее, после 1851 года, устраивались пикники. К 1864 году дом снесён.
В 1930-х годах на возвышенности Уфимского карстового косогора в бывших загородных домах разместились дачи НКВД, где некоторое время жил советский писатель А. А. Фадеев. Одновременно здесь был создан учебный центр НКВД с тренировочной площадкой и стрельбищем, позднее переданный МВД БАССР (в 1980-х годах перенесён и реорганизован на базе Уфимской детской воспитательно-трудовой колонии № 2 имени А. М. Матросова, открытой на месте Уфимского Успенского мужского монастыря, в Уфимскую среднюю специальную школу подготовки начальствующего состава МВД СССР).
В начале 1980-х годов значительная часть выступа обрушилась в реку Белую.

## Галерея

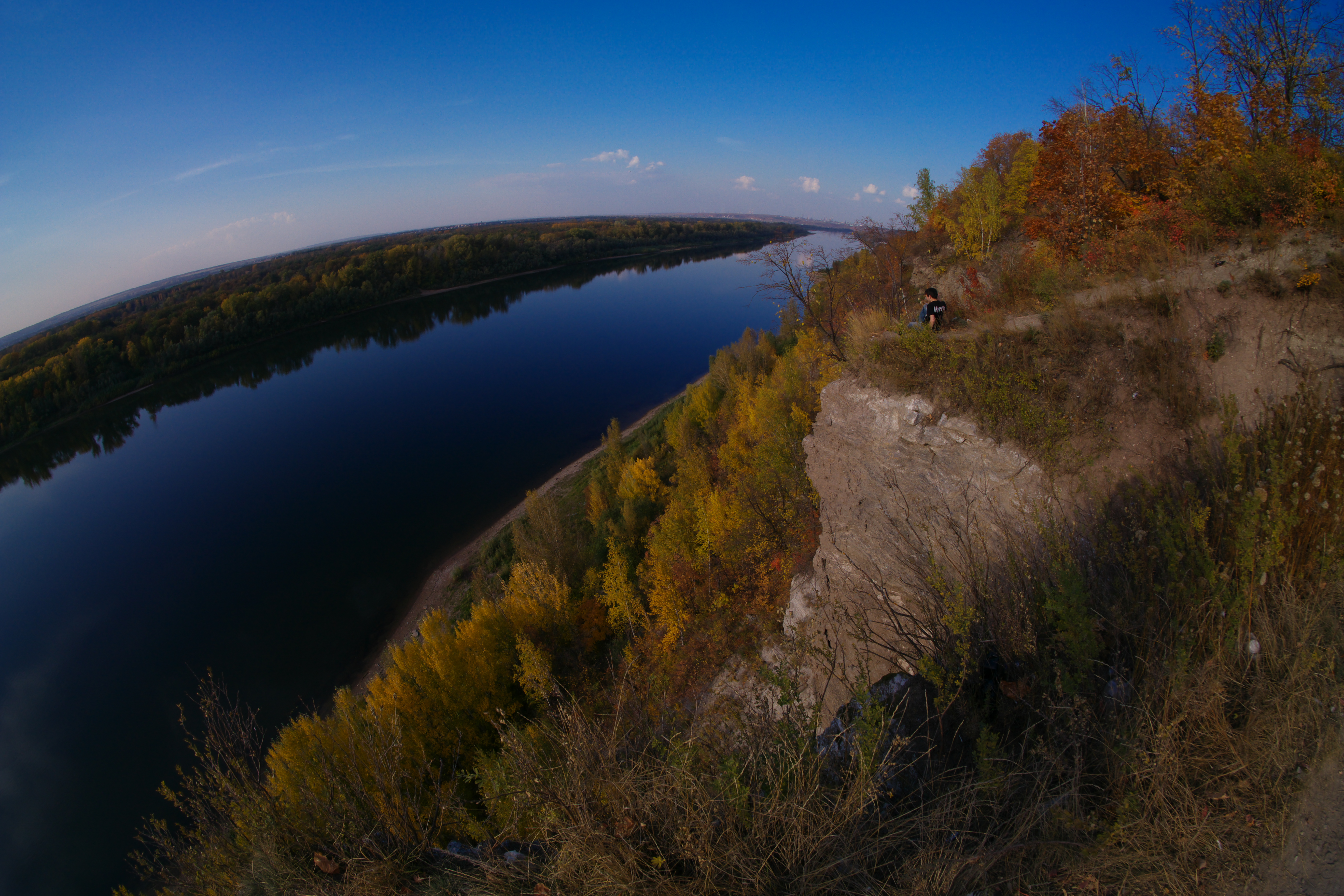
Вид с юга на скальный выступ Висячий Камень и реку Белую (2014 г.)
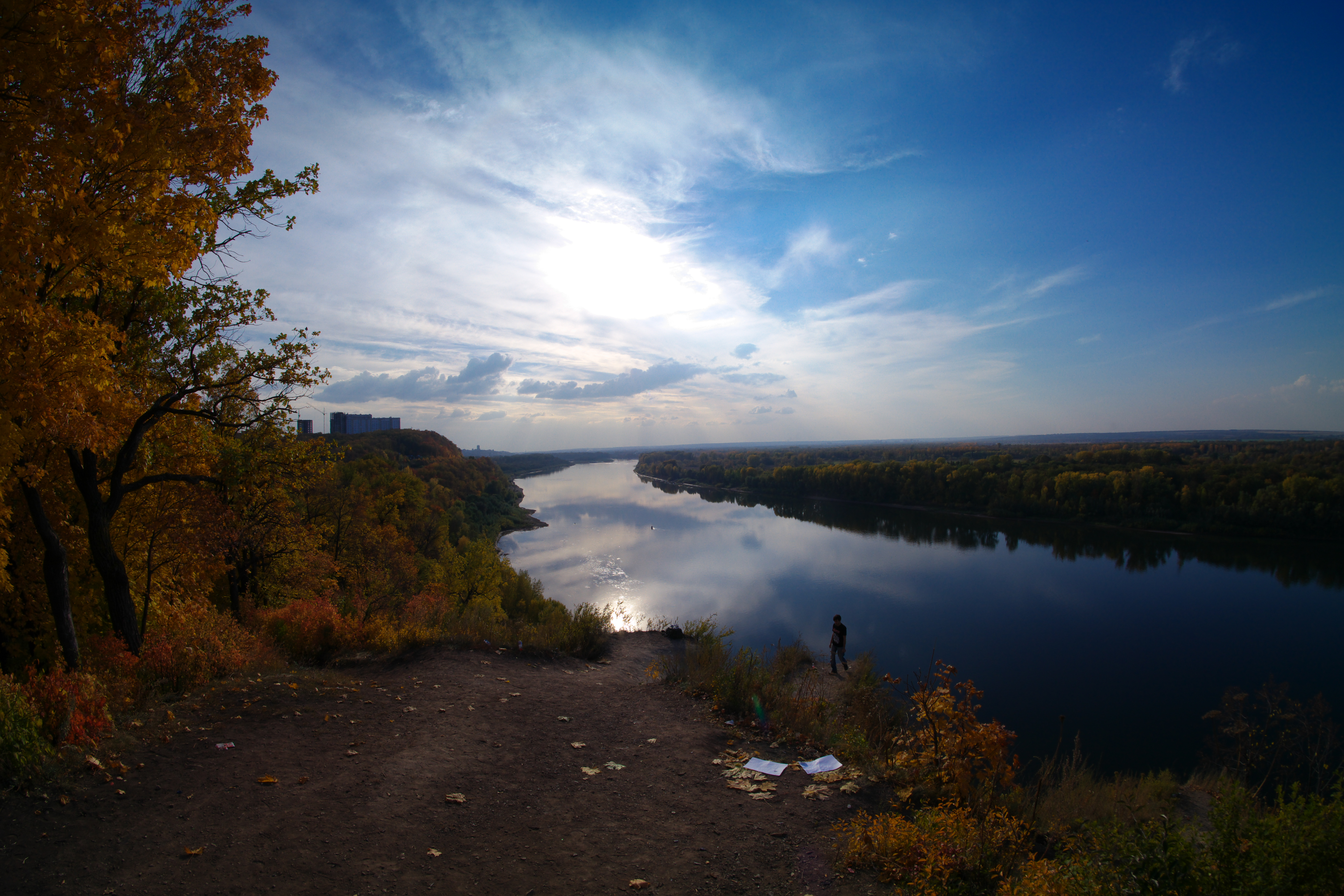
Вид на реку Белую со скального выступа Висячий Камень (2014 г.)

## Примечание
1. ↑  Том 10 — Река Белая. Лист 4. Река Белая 2202—2195 км: Карты: Атлас единой глубоководной системы европейской части России : РСЛ :: Российская спиннинговая лига. pl.rspin.com. Дата обращения: 25 января 2021. Архивировано 29 января 2021 года.
2. ↑  Уфимская топонимика. bashenc.online. Дата обращения: 25 января 2021. Архивировано 2 марта 2022 года.
3. ↑  «Воронки» (станция, разъезд) - Уфа от А до Я. Посреди России (1 января 2013). Дата обращения: 25 января 2021. Архивировано 28 января 2021 года.
4. ↑  Висячий камень — Уфа от А до Я. Посреди России (1 января 2014). Дата обращения: 25 января 2021. Архивировано 29 января 2021 года.
5. ↑  БАШКИРИЯ: Уфа. Висячий камень. Наталья ДЕРЕВЯГИНА (2 ноября 2018). Дата обращения: 25 января 2021. Архивировано 28 января 2021 года.
6. ↑  М. Сомов. Описания Уфы // Оренбургские губернские ведомости. Часть неофициальная. — Уфа, 1864. — 22 августа.